# Unterbacher See

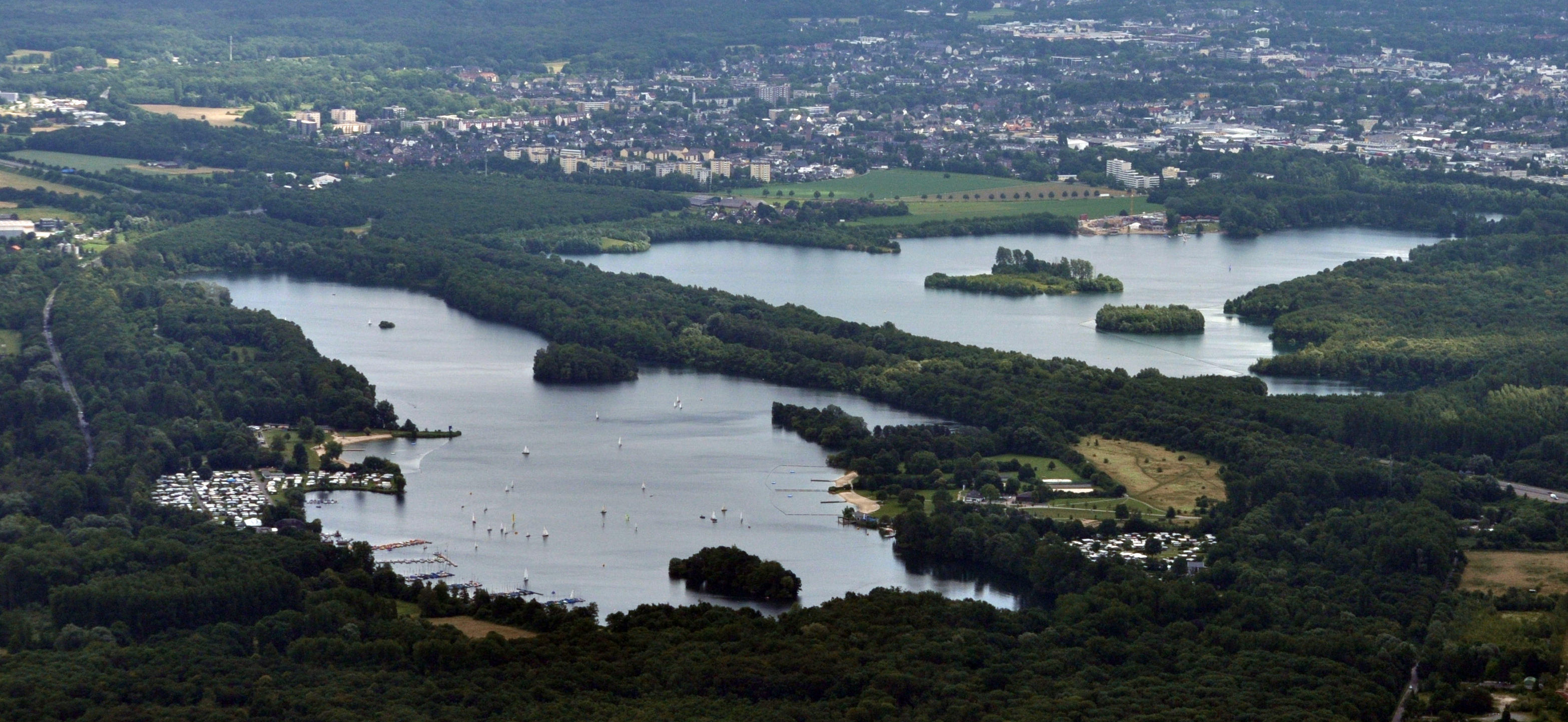
Luftbild des Unterbacher Sees (vorn links); im Hintergrund der Elbsee (Düsseldorf)

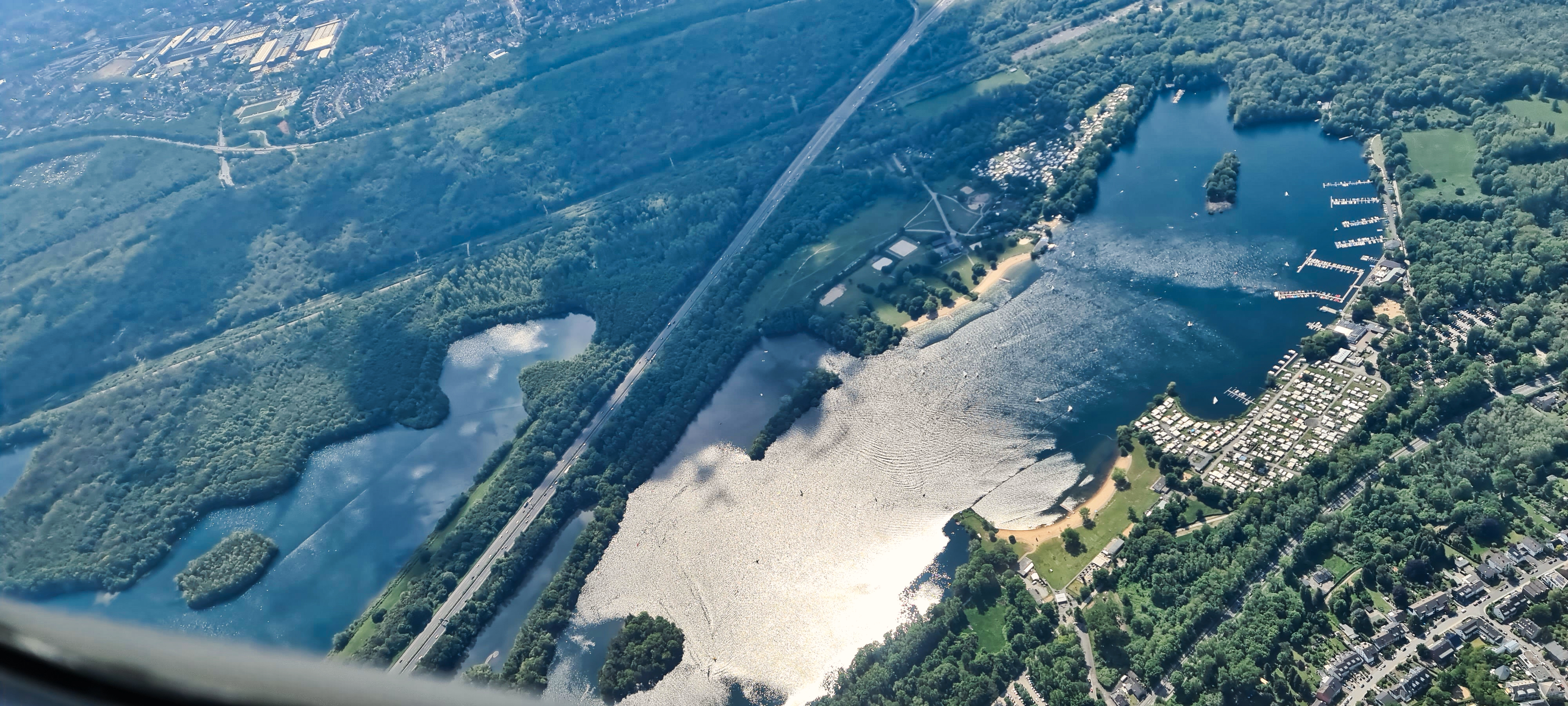
Unterbacher See aus Nord-Ost aufgenommen aus ca. 1.100 Metern Höhe

Der Unterbacher See ist ein Baggersee im Stadtteil Unterbach im Südosten von Düsseldorf.

## Beschreibung
Der Unterbacher See ist ein durch Auskiesung entstandener Baggersee. Er ist 83,6 ha groß und bis zu 13,4 m tief. Wie viele Baggerseen hat er keine Zu- oder Abflüsse, sondern wird ausschließlich aus Grundwasser gespeist.
Um den See herum liegt das Naturschutzgebiet Unterbacher See/Eller Forst, das größtenteils aus lockerer Bewaldung besteht. Innerhalb dieses Forstes gibt es zahlreiche Wander- und Radwege. Im See selbst befinden sich vier als Vogelschutzgebiet ausgewiesene Inseln. Das Gewässer ist über einen Graben mit dem Laichteich und dem angrenzenden Eselsbach verbunden. Er ist durch Ausbaggern zur Kies- und Sandgewinnung zwischen 1926 und 1973 entstanden. Während des Zweiten Weltkrieges befand sich hier ein zur Täuschung alliierter Bomber angelegter Scheinflugplatz der deutschen Luftwaffe.
Der See stellt ein wichtiges Naherholungsgebiet für den Großraum Düsseldorf dar und wird vom Zweckverband Erholungsgebiet Unterbacher See verwaltet, der am 7. Februar 1956 gegründet wurde und aus den Anrainerstädten Düsseldorf, Erkrath und Hilden besteht. Campingplätze, einen Hochseilgarten und Badestrände findet man am Nord- und Südufer, am Letzteren auch einen FKK-Strand. Das Strandbad Nord wurde 1959 mit einem Badehaus eröffnet, das Strandbad Süd folgte 1966 nach. Das Strandbad Nord wird von der DLRG-Wasserrettung und vom Zweckverband Unterbacher See bewacht.
Am Nordufer befinden sich zudem eine Aussichtsterrasse mit Restaurant, ein Minigolfplatz und ein kleiner Segelboothafen mit Bootsverleih sowie ein von Düsseldorfer und Erkrather Schulen genutzter Ruderboothafen. Es gibt an beiden Strandbädern Parkplätze, die jedoch bei gutem Wetter schnell ausgelastet sind. Die Anreise ist mit dem Bus und dem Fahrrad ebenfalls möglich.
Auf den anderen Seite der benachbarten Bundesautobahn 46 liegt der Elbsee. Er ist für Fußgänger und Radfahrer durch eine Unterführung erreichbar.

## Ökologie
Wegen der Dürre und Hitze in Europa 2018 vermehrten sich die Cyanobakterien im See, so dass das Strandbad Nord am 29. Juli 2018 für zwei Wochen schließen musste.

## Sportvereine
- Düsseldorfer Segelclub Unterbacher See e. V. (DSCU) mit Clubhaus – https://www.dscu.de
- Schüler-Ruder-Gemeinschaft Erkrath
- Rudergemeinschaft Gymnasium Gerresheim mit Bootshaus
- Segel-Kameradschaft Unterbacher See (SKU) mit Clubhaus